# Teden dni do polne lune
Teden dni do polne lune je družbeni roman slovenske pisateljice Marjetke Jeršek. Knjiga je bila izdana leta 1988 pri Mladinski knjigi.

## Vsebina
Roman govori o ljubljanski alternativni sceni v 80. letih 20. stoletja. Predstavi nam Tiso, študentko prava, pesnico in zapriseženo alternativko ter teden dni njenega življenja. Pred nekaj meseci je namreč ravno na noč, ko je bila polna luna spoznala Vita, od katerega ni slišala niti besedice že od tistega večera. Sedaj pa čaka na polno luno, kajti prepričana je, da ga bo ravno takrat znova srečala. V zgodbi spoznamo tudi njeno dobro prijateljico Darjo, ki je v nasprotju s Tiso izredno lahkomiselna in se brezglavo zaljubi v propadlega punkerja Braneta.   

## Izdaje in prevodi
- Prva slovenska izdaja romana iz leta 1988 (COBISS)